# Stylodactyloides crosnieri
Stylodactyloides crosnieri är en kräftdjursart som beskrevs av Cleva 1990. Stylodactyloides crosnieri ingår i släktet Stylodactyloides och familjen Stylodactylidae. Inga underarter finns listade i Catalogue of Life.